# Aniza
Aniza (niem. Enns) – rzeka w Austrii, prawy dopływ Dunaju o długości 254 km i powierzchni zlewni ponad 6 000 km².
Rzeka wypływa ze źródeł w grupie górskiej Radstädter Tauern w Niskich Taurach, płynie przez Alpy Wschodnie i Północne Przedgórze Alp. W górnym biegu Aniza oddziela Alpy Salzburskie od Niskich Taurów, a w dolnym tworzy głęboki (do 1 500 m) i malowniczy przełom Gesäuse przez Alpy Ennstalskie. Do Dunaju rzeka uchodzi koło miejscowości Mauthausen i Enns.
Główne dopływy:
- lewe: Steyr
- prawe: Salza

Ważniejsze miejscowości nad Anizą: Radstadt, Schladming, Gröbming, Liezen, Selzthal, Admont, Großraming, Ternberg, Garsten, Steyr, Enns.